# Новые мосты через Днепр
Запорожский мостовой переход — проект из двух мостов и автострады в Запорожье. Строительство начато 30 августа 2004 года. План ввода в эксплуатацию — 2022 год. Стоимость строительства — $460 млн. Высота самого высокого пилона моста составляет 151 м, что делает запорожский мост самым высоким на территории Украины. Генпроектировщик мостового перехода — АОЗТ «Киевсоюздорпроект» (Киев). Главный инженер проекта — Иван Панасюк, главный архитектор проекта, к.т. н. — Олег Заварзин, инженер-конструктор мостовых сооружений, к.т. н. — Михаил Корнеев, инженер-конструктор наземных эстакад — Ольга Сергеева, инженер электротехнического обеспечения — Леонид Етнис.

## История строительства
Изначально проект строительства мостового перехода, который соединил бы левый и правый берега реки Днепр через остров Хортица, был внесён в Генеральный план города в 1965—1985 годах.
В 1980 году «Союздорпроект» и институт «Гипроград» разработали технико-экономическое обоснование нового мостового перехода, однако реализовать его в ту пятилетку не удалось, поскольку указанный проект был отклонён из-за экологической угрозы острову Хортица.
В 1987 году проектирование моста все-таки было одобрено Советом Министров СССР. Предполагалось, что автомагистраль пройдет рядом с мостами Преображенского и пересечёт Хортицу в её южной части.
Уже в годы независимости Украины, в 1997 году Запорожский городской совет принял концепцию перспективного развития города, которая предусматривала трассу с мостами через Днепр в районе Хортицы.
В 2003 году технико-экономическое обоснование проекта принял Кабинет Министров Украины, согласно которому общая длина автомагистрали должна была составить 9,1 км, из которых 660 м составляла бы протяжённость моста через Днепр (между левым берегом и Хортицей) и 260 м через Старый Днепр (между Хортицей и правым берегом). Согласно этому проекту мосты с автомагистралью должны были достроить до 2010 года, а стоимость строительства должна была составить 1,9 млрд грн. ($356 млн).
30 августа 2004 года началось строительство моста. Городской голова Запорожья Евгений Карташов поздравил подрядчиков с первым рабочим днём на строительстве и сам забил первый колышек на месте, где была установлена первая мостовая опора.
В 2010 году, через 6 лет после старта строительства, правительство приняло поправки к проекту, увеличив запланированную протяжённость моста через Старый Днепр на 80 метров. В новом проекте дату ввода в эксплуатацию перенесли на 2013 год, а стоимость строительства увеличили до 5,3 млрд грн. ($664 млн).
По состоянию на 2014 год, когда строительство мостов остановилось из-за отмены финансирования, было возведено 118 метров конструкции без основы под дорожное покрытие. До этого момента, в течение 2004—2013 годов на строительство мостов уже было потрачено 2,4 млрд грн. (более $300 млн).
В 2015 году стоимость проекта оценивалась в 6,6 млрд грн. ($302 млн). Уже за год реализация проекта возобновилась: строительство нового моста в Запорожье было профинансировано на 250 млн грн ($9,8 млн).
По состоянию на 10 марта 2017 года было построено 213 метров перехода через Старый Днепр. Всего на строительство было потрачено 2,65 млрд грн. (свыше $310 млн).
19 февраля 2018 года правый берег Запорожья и остров Хортицу соединили 450 метров металлической конструкции моста — основы будущей дороги.
21 октября 2019 года Государственное агентство автомобильных дорог Украины и китайская компания «China Road and Bridge Corporation» (СRВС) заключили Меморандум о сотрудничестве, целью которого является строительство мостового перехода через реку Днепр в Запорожье.
7 ноября 2019 года в Запорожье с рабочим визитом прибыл премьер-министр Украины Алексей Гончарук, в ходе которого посетил недостроенные мосты и сообщил, что для начала строительных работ уже есть 1,2 млрд грн. По его словам, мосты могут построить за 2-3 года.
На 26 ноября 2019 года было запланировано объявить тендерные процедуры. После проведения аукциона планировалось заключить договор с победителем тендера, а уже в конце января — начале февраля 2020 года должен был быть определён генеральный подрядчик и с началом строительного сезона должны были начаться дальнейшие работы по строительству мостов.
Министерство инфраструктуры Украины оценило достройку запорожских мостов в 12 млрд грн. На первую очередь нужно выделить 5 млрд грн, китайская компания планирует инвестировать $550 млн. Руководитель областной службы автомобильных дорог Андрей Ивко заявил, что строительство может стартовать в 2020 году.
27 декабря 2019 года, во время своего годового отчета мэр Запорожья Владимир Буряк сообщил, что строительство мостов в 2020 году восстановится, при этом не факт, что это будет весной 2020 года.
Следующий аукцион был назначен на 31 января 2020 года. После, на сайте «Prozorro», сообщалось, что срок подачи продлили до 31 декабря 2019 года, а сам аукцион перенесли на 5 февраля 2020 года.
Служба автодорог в Запорожской области внесла изменения в сроки подачи тендерной документации на основании жалоб, поданных в Антимонопольный комитет Украины ООО «ЕкоБудТрейд». Компания посчитала, что заказчик услуги — Служба автомобильных дорог в Запорожской области, нарушила законодательство в сфере государственных закупок. Рассмотрев все вопросы, изложенные в жалобах, которые практически дублируют друг друга, Антимонопольный комитет вынес вердикт о необходимости внесения изменений к некоторым позициям проектной документации.
В конце 2019 года на строительство мостов было выделено 750 млн грн, которые перешли на 2020 год, а также запланировано выделить обещанные 500 млн грн. в этом же году. По состоянию на 2020 год минимум, на который запланировано продолжение строительства составляет примерно 1,25 млрд грн. Для выделения средств необходимо выбрать подрядчика, который приступит к выполнению строительных работ, поэтому затем активизируется финансирование.
21 февраля 2020 года на площадке электронных торгов «Prozorro» прошёл аукцион, который выиграла турецкая компания «Onur Taahhut Tasimacilik Insaat Ticaret Ve Sanayi Anonim Sirketi». Окончательное предложение компании-победителя — 11 918 000 000. Согласно договору, генподрядчик должен завершить работы по объекту «Строительство автотранспортной магистрали через реку Днепр в городе Запорожье» (автодорога Н08 Борисполь — Днепр — Запорожье — Мариуполь" подъезд к острову Хортица (автотранспортная магистраль через реку Днепр в г. Запорожье)" (первая очередь строительства) к 31 декабря 2023 года.
24 декабря 2020 года было открыто движение по верховой стороне моста через Старый Днепр по направлению от Хортицкого района до острова Хортица. На открытии присутствовал президент Украины Владимир Зеленский. Завершение строительства второго моста анонсировалось Зеленским в 2021 году.
22 января 2022 года была открыта верховая сторона Вантового моста через Днепр по направлению с острова Хортица в центр города. В открытии принимал участие президент Украины Владимир Зеленский.

## Галерея

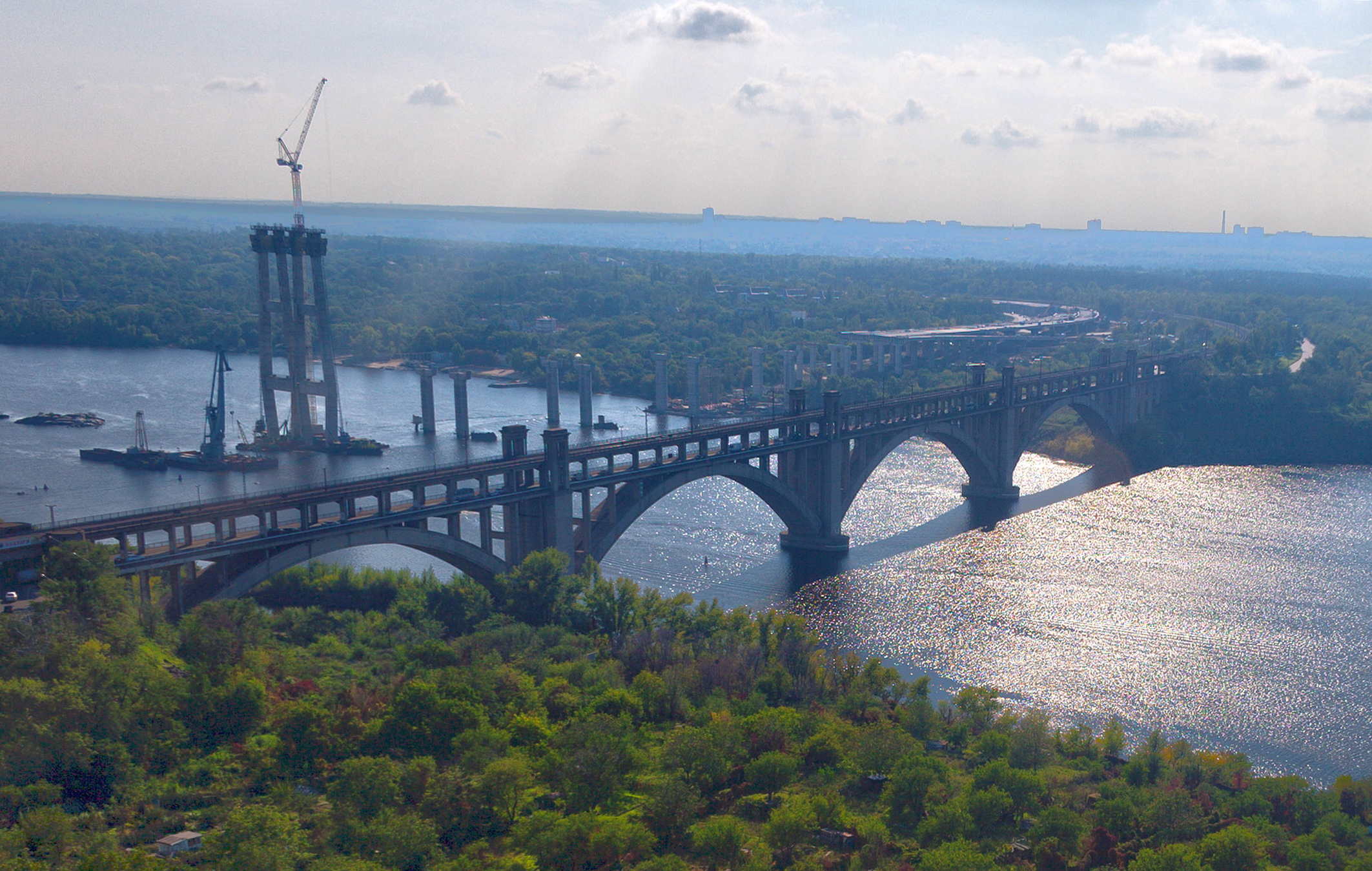
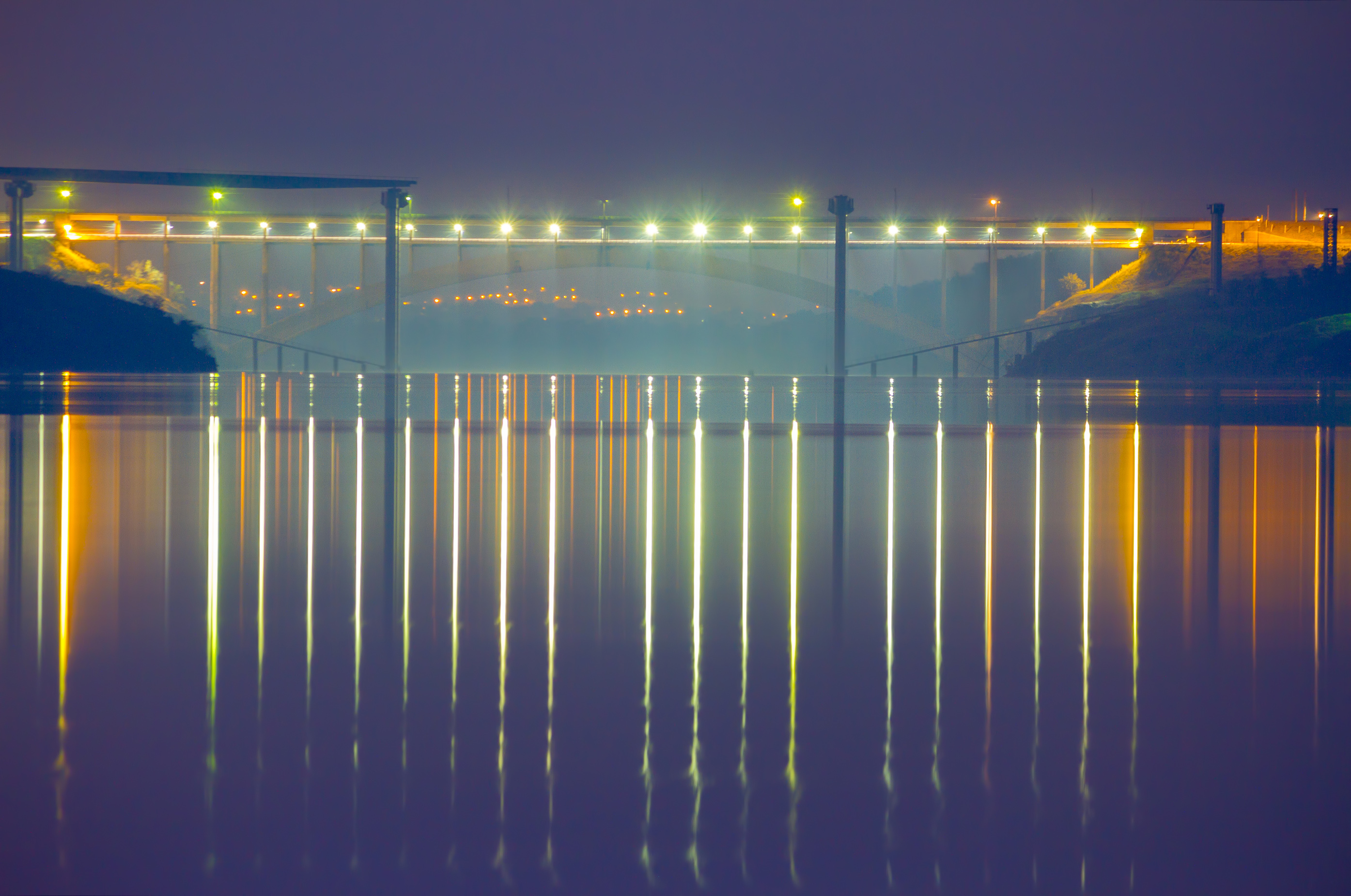